# Poecilotheria regalis
Poecilotheria regalis е вид паяк от семейство Тарантули (Theraphosidae). Видът не е застрашен от изчезване.

## Разпространение
Разпространен е в Индия (Андхра Прадеш, Карнатака, Керала, Махаращра и Тамил Наду).